# Winfried Wendland
Winfried Wendland (* 17. März 1903 in Gröben; † 17. Oktober 1998 in Potsdam) war ein deutscher Architekt.

## Leben
Nach Beendigung seiner Steinmetzlehre 1922 studierte er an der Baugewerkschule und an der Kunstschule in Berlin. Er war in mehreren Architekturbüros tätig, bevor er 1928 freier Architekt wurde. Noch vor der Machtergreifung wurde er 1931 NSDAP-Mitglied. Ab 1933 war er Professor für Kirchenkunst an den Vereinigten Staatsschulen für freie und angewandte Kunst in Berlin und wurde 1934 Kustos der Hochschule für Bildende Künste.
Im selben Jahr schreibt Wendland in der „Monatsschrift für Gottesdienst und kirchliche Kunst“: „Darum wird also auch unsere Einstellung eine ganz neue sein, denn das, was bisher Kunstwerk war, war eine ästhetische Angelegenheit irgendwelcher reichen Leute, aber niemals symbolhafte Sprache, die aus der Weltanschauung entspringt.“
Wendland nahm während der nationalsozialistischen Zeit eine Reihe von Ämtern wahr: „Referent für NS-Kunst“ im preußischen Kultusministerium, Reichsreferent für Bildende Kunst der Deutschen Christen, Mitbegründer des evangelischen Reichsamtes für kirchliche Kunst; Mitglied des Kampfbund für deutsche Kultur; Initiator der Berliner Ausstellung Deutsches Siedeln und symbolisches Bauen sowie um 1938 Geschäftsführer des Vereins für religiöse Kunst e. V. mit seiner Zeitschrift Kunst und Kirche (siehe Kunstdienst der evangelischen Kirche, Phase II: 1937–1945).
1941 wurde er zum Kriegsdienst einberufen und geriet in französische Kriegsgefangenschaft, aus der er 1947 zurückkehrte. Von 1949 bis 1953 arbeitete er im Bauamt des evangelischen Konsistoriums Berlin-Brandenburg und wurde 1953 Kirchenbaurat in Potsdam. Diese Position behielt er bis 1966. Von 1962 bis 1976 wirkte er als Leiter des Kunstdienstes der evangelischen Kirche.
Als Sohn des Pfarrers an der Markuskirche (Berlin-Steglitz) Traugott Heinrich Hermann Wendland war er der Bruder von Heinz-Dietrich Wendland und Folkwin Wendland.

## Werk

### Bauten und Entwürfe

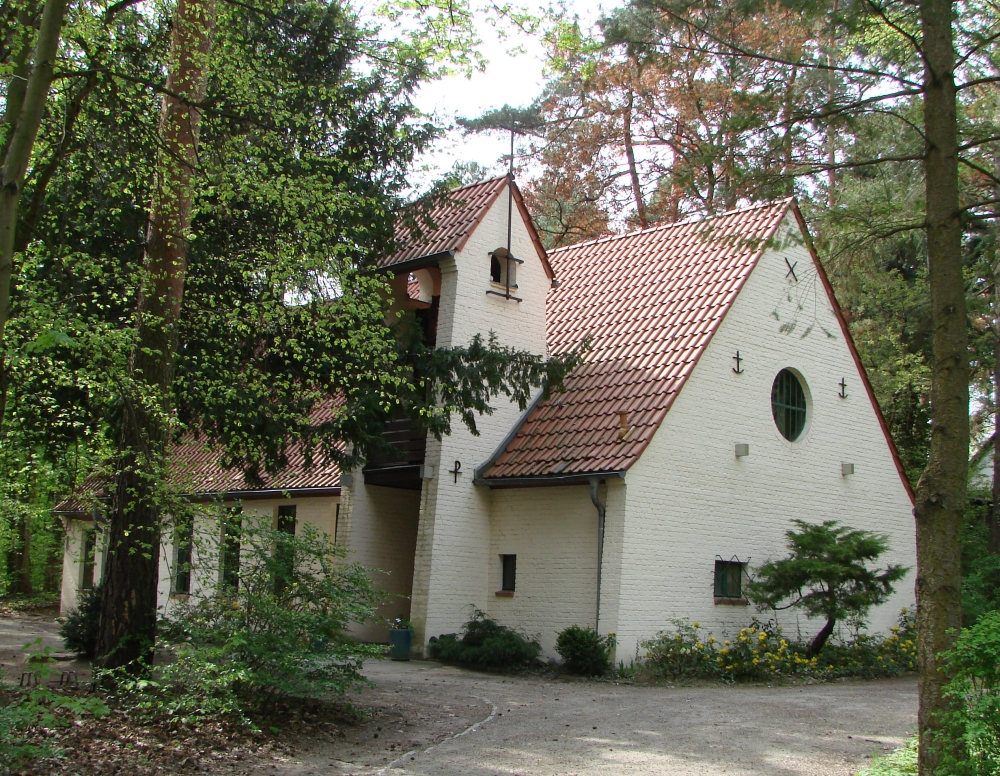
Kirche Wilhelmshorst, 1936–1937

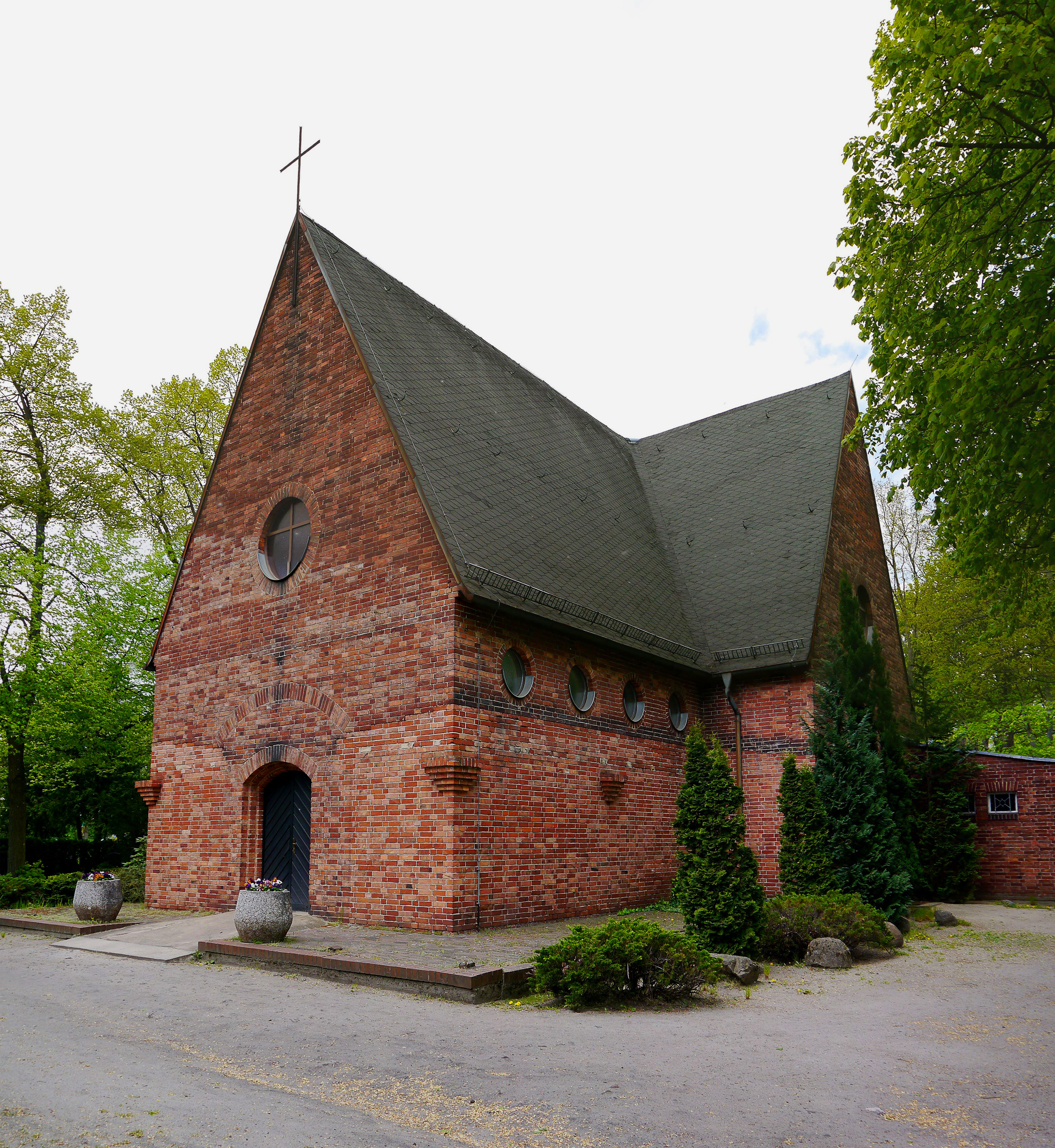
Teltow, Friedhofskapelle 1933–1934

- 1932–0000 Friedhofskapelle in Wilhelmshorst bei Michendorf[2]
- 1933–0000 Mitarbeit bei der Mailänder Werkbundausstellung auf der Triennale und der deutschen Kirchenkunstabteilung der Chicagoer Weltausstellung
- 1933–1934 Friedhofskapelle in Teltow[3]
- 1935–0000 Siedlungskirche (Teltow)[4]
- 1936–0000 Umbau der Kirche im Johannesstift in Berlin-Spandau
- 1936–1937 Kirche Wilhelmshorst bei Michendorf[5]
- 1937–1938 Kapelle auf dem Martin-Luther-Kirchhof in Berlin-Tegel[6]
- 1937–1938 Heilandskirche in Halle an der Saale
- 1938–1940 Evangelisches Gemeindehaus Lübars
- 1949–1953 Umgestaltung der Stadtkirche in Meyenburg, Prignitz[7]
- 1951–0000 Wiedererrichtung der Dorfkirche in Liepe (Barnim)[8] (Lage)
- 1953–0000 Umgestaltung der Dorfkirche in Prützke bei Kloster Lehnin[9]
- 1953–1955 Pfarrkirche St. Michael in Ludwigsfelde[10]
- 1953–1956 Dorfkirche in Katerbow (Gemeinde Temnitzquell) bei Neuruppin[11] (Lage)
- 1956–0000 Umbau der Stadtkirche St. Andreas in Teltow[12]
- 1956–1957 Umgestaltung der Dorfkirche Langerwisch bei Michendorf[13]
- 1956–1957 Umgestaltung der Dorfkirche in Rietz bei Kloster Lehnin[14]
- 1956–1958 Umgestaltung der Dorfkirche Wildenbruch bei Michendorf[15]
- 1957–0000 Umgestaltung der Dorfkirche Damsdorf bei Kloster Lehnin[16] (Lage)
- 1959 Altar und Taufe der Dorfkirche Braunsberg (Lage)
- 1960–0000 Umgestaltung der Dorfkirche Zühlen in Zühlen bei Rheinsberg[17] (Lage)
- 1960–1961 Umgestaltung der Dorfkirche Zechow in Zechow bei Rheinsberg[18] (Lage)
- 1962–1964 Umgestaltung der Dorfkirche in Glindow bei Werder (Havel)[19]
- 1963–1964 Umgestaltung der Dorfkirche in Lentzke bei Fehrbellin[20] (Lage)
- 1965–0000 Umgestaltung der Dorfkirche in Reckahn bei Kloster Lehnin[21]
- 1966–0000 Umgestaltung der Dorfkirche in Götz bei Groß Kreutz[22]
- 1966–1967 Restaurierung der Dorfkirche in Werder bei Jüterbog[23]

### Schriften
- Winfried Wendland: Nationalsozialismus und Kunst. Berlin um 1930.
- Winfried Wendland: Kunst und Nation. Ziel und Wege der Kunst im neuen Deutschland. Berlin 1934.
- Winfried Wendland: Kunst im Zeichen des Kreuzes. Die künstlerische Welt des Protestantismus unserer Zeit. Berlin 1934.
- Winfried Wendland: Plastik und Malerei im evangelischen Kirchenbau. In: Kunst und Kirche – Blatt des Vereins für religiöse Kunst. 13. Jg., Heft 1/2, Juli 1936, S. 28–34.
- Winfried Wendland: Die Kunst der Kirche. Berlin-Spandau 1940.
- Winfried Wendland: Gemeinde und Kunst seit 1900. In: Kunst und Kirche. 14. Jg., 5–6/1941, S. 83 f.
- Winfried Wendland: Kirchenbau in dieser Zeit. Berlin 1957.